# Henry-George d'Hoedt
Henry-George d'Hoedt (Gent, 28 juni 1885 - Brussel, 14 mei 1936) was een Belgische componist en muziekpedagoog.
D'Hoedt groeide op in een gegoed Franstalig gezin in Gent. Hij kreeg er alle kans zijn muzikaliteit te ontwikkelen. Zijn docenten waren onder meer Emile Mathieu en Leo Moeremans aan het Koninklijk Conservatorium in zijn geboortestad. Na het beëindigen van zijn studies reisde hij door Duitsland, waar hij aanvullende muzieklessen volgde. In 1920 werd hij winnaar van de Tweede Grote Prijs van Rome.
Na zijn studie ontwikkelde D'Hoedt zich tot koordirigent, bestuurder van koren en leraar. Hij werd benoemd tot docent harmonie en contrapunt aan het Gentse conservatorium. In 1924 volgde een benoeming tot directeur van het Conservatorium van Leuven. Die combinatie van functies vervulde hij tot zijn dood.
Als componist heeft D'Hoedt een bescheiden oeuvre nagelaten. Hierin zijn zowel Franse als Duitse invloeden herkenbaar en daarmee is zijn werk een goede synthese van zijn verschillende leerscholen. Hoewel veel van zijn werken een Franse of Franstalige achtergrond hebben, schreef hij ook liederen op Nederlandse tekst en bracht de Koninklijke Vlaamse Opera in Antwerpen in 1926 zijn komische opera Klaas in 't Luilekkerland op de planken. D'Hoedt bewerkte delen ervan tot een orkestsuite.
Zijn meest bekend gebleven compositie is de orkestrapsodie Chroniques brèves de la vie bourgeoise (Korte kronieken van het burgerleven), die ook nu nog wel op het Belgische orkestrepertoire staat.